# Shah Hussain Hotak
Shah Hussain Hotak (Pachto شاه حسين هوتک), fils de Mirwais Khan Hotak, est le cinquième et dernier souverain de la dynastie Hotaki. 
Hussain est  un souverain Pachtoune (Afghan) issu de la tribu de Ghilzai, il succède
sur le trône à la mort de son frère Mir Mahmoud Hotaki en 1725. Il est également un poète en langue Pachto. Pendant que son cousin Ashraf règne sur la Perse d'Isphahan, Hussain règne sur l'actuel Afghanistan de Kandahar.
La mort d'Ashraf Khan Hotaki en 1729 marque la fin de la très courte domination des Hotaki en Perse et sur l'Iran, mais l'actuel  Afghanistan demeure sous le contrôle de Hussain jusqu'en 1738 quand Nadir Shah en fait la  conquête. Cette dernière n'est qu'un intermède avant l'établissement de la dynastie  Durrani qui fonde l'Afghanistan en 1747,.

## Source
- (en) Cet article est partiellement ou en totalité issu de l’article de Wikipédia en anglais intitulé « Hussain Hotak » (voir la liste des auteurs).